# 顾功耘
顾功耘（1957年7月—），男，江苏靖江人，中国法学家，现为华东政法大学教授、博士生导师、副校长，华东政法大学经济法律研究院院长、经济法研究中心主任，享受国务院政府特殊津贴。主要研究方向为经济法、商法，其中经济法的主要研究领域为经济法基础理论和国有经济法律制度，商法的研究重点是公司法和证券法。

## 生平
1982年毕业于北京大学法律系。1986年开始从事经济法教学科研工作。

## 社会兼职
- 中国法学会理事
- 中国法学会经济法研究会常务理事
- 中国法学会商法学研究会副会长
- 中国法学会审判理论研究会常务理事
- 上海市人民政府决策咨询特聘专家
- 上海市法学会商法研究会会长
- 上海市金融法制研究会副会长
- 上海市人大常委会立法咨询专家
- 上海市委党校客座教授
- 上海外贸学院客座教授
- 中国国际经济贸易仲裁委员会仲裁员
- 上海仲裁委员会仲裁员[1]

## 著作
- 《企业联合中的若干法律问题研究》
- 《经济法》
- 《中国证券法学》
- 《公司法》
- 《公司的设立和运作》
- 《新兴市场中的法律问题研究》
- 《金融市场运行与法律监管》
- 《公司法律评论》
- 《经济法教程》
- 《商法教程》

还发表了《国有企业深化改革的法制方略》、《市场经济与我国商法和经济法的发展》等近百篇论文。

## 荣誉
- 2001年，获上海市劳动模范、上海市职工职业道德十佳标兵称号；
- 2002年，获全国"五一"劳动奖章；
- 2004年，获上海市优秀人才称号。